# Клан Ашикага
Клан Ашикага био је јапанска великашка породица која је владала Јапаном у време шогуната Муромачи (1336-1573).

## Порекло и успон
Клан Ашикага водио је порекло од клана Минамото, као и Минамото Јоритомо (1147-1199), оснивач шогуната Камакура. Оснивач клана Ашикага, Минамото Јошијасу (умро 1157) променио је име након што је добио посед Ашикага у провинцији Шимоцуке. Јошијасуов син, Ашикага Јошикане (умро 1199) стао је на страну Минамото Јоритомо-а, првог шогуна, у Генпејском рату (1180-1185) и оженио кћерку шогуновог таста и регента (шикен) Хоџо Токимасе. Тако је кроз читав период Камакура (1185-1333) клан Ашикага 7 генерација био у служби шогуната и родбинским везама са регентима из клана Хоџо (пошто су петорица вођа клана узели жене из клана Хоџо, а двојица из клана Уесуги). Јошиканеови синови и унуци преселили су се из матичне провинције и основали нове кланове: Хатекајама (у провинцији Мусаши), Хосокава, Кира, Имагава и Ишики (у провинцији Микава), Шиба. 1238. вођа клана Ашикага постао је војни гувернер (шуго) провинције Микава, а 1259. и провинције Казуса.
Кроз цео период Камакура клан Ашикага био је у служби шогуната и регената из клана Хоџо. Када је у Генко рату (1331-1333) цар Го-Даиго устао против диктатуре Хоџо-а, регент Хоџо послао је Ашикага Такауџија из Камакуре са великом војском да заузме Кјото. Уместо тога, Такауџи је прешао на цареву страну, заузео Кјото за цара и допринео коначној победи цареве странке. Међутим, разочаран царевом тежњом са поново успостави цивилну власт у провинцијама, Такауџи се већ 1336. побунио, протерао цара из престонице (у Нанбокучо ратовима) и основао шогунат Муромачи, који је управљао Јапаном све до 1573. године, када је Ода Нобунага збацио последњег шогуна, Ашикага Јошиакија.